# Црвени удар
Црвени удар је југословенски филм из 1974. године. Режирао га је Предраг Голубовић, а сценарио су писали Бранислав Божовић и Ратко Ђуровић. Припада остварењима црног таласа.

## Радња
Када су Немци запосели 1941. године Трепчу, највећи рудник олова у Европи, тако значајан за њихово наоружање, рудари овог рудника, разних националности, познати по својим предратним штрајковима, започињу са диверзијама. Вични динамиту, воде битку са жестином и опорим хумором који познају само људи изложени смртној опасности.

## Улоге
| Глумац                   | Улога             |
| ------------------------ | ----------------- |
| Велимир Бата Живојиновић | Ићо               |
| Борис Дворник            | Капетан авијације |
| Берт Сотлар              | Управник Краус    |
| Абдурахман Шаља          | Тодор             |
| Џеват Ћена               | Рифат             |
| Истреф Беголи            | Немачки капетан   |
| Оливера Катарина         | Ана               |
| Фарук Беголи             | Сликар            |
| Шани Паласка             | Франц             |
| Боро Беговић             | Сељак             |
| Драгомир Чумић           | Пера              |
| Рагиб Лођа               |                   |